# نانسی مارکوس
نانسی هلن مارکوس (انگلیسی: Nancy Marcus; ۱۷ مهٔ ۱۹۵۰ – ۱۲ فوریهٔ ۲۰۱۸) زیست‌شناس و اقیانوس‌شناس آمریکایی بود. در دوران تحصیلات تکمیلی، مارکوس به عنوان متخصصی در زمینهٔ بوم‌شناسی و زیست‌شناسی تکاملی پاروپایان شناخته شد. او حرفهٔ خود را به عنوان پژوهشگر فوق دکتری در مؤسسه اقیانوس‌شناسی وودز هول آغاز کرد، جایی که به بررسی خواب زمستانی پاروپایان و تأثیرات آن بر آبزی‌پروری دریایی پرداخت. وی پژوهش‌های میدانی خود را به عنوان استاد اقیانوس‌شناسی و بعداً به عنوان مدیر دانشگاه ایالتی فلوریدا (FSU) ادامه داد. در این مدت، مارکوس به عنوان عضو انجمن زنان در علم و انجمن پیشبرد علوم آمریکا انتخاب شد و همچنین به عنوان رئیس انجمن علوم آب‌شناسی و اقیانوس‌شناسی خدمت کرد. در دوران ریاست خود، او تلاش‌هایی را برای افزایش فعالیت‌های آموزشی و افزایش سرمایهٔ بنیاد انجام داد.
در سال ۲۰۰۵، مارکوس از علوم به مدیریت دانشگاهی روی آورد و به عنوان رئیس دانشکده تحصیلات تکمیلی دانشگاه ایالتی فلوریدا منصوب شد. در دوران تصدی او، این دانشگاه تقریباً تعداد دکترای اعطاشده سالانه را دو برابر کرد. او چندین برنامهٔ تحصیلات تکمیلی ایجاد کرد و دفتر بورسیه‌ها و جوایز تحصیلات تکمیلی را در این دانشگاه تأسیس نمود. مارکوس همچنین به عنوان رئیس هیئت‌مدیره شورای مدارس تحصیلات تکمیلی خدمت کرد تا آیندهٔ آموزش تحصیلات تکمیلی را مورد بررسی قرار دهد. خارج از فضای علمی، مارکوس یک شعبده‌باز و شکم‌گو بود. او از سال ۲۰۰۹ تا ۲۰۱۶ در هیئت امنای کالج گوچر خدمت کرد و پیش‌تر رئیس کمیته امور علمی این کالج بود. مارکوس پس از دو سال درمان برای ملانوم اووه‌آل، در ۱۲ فوریه ۲۰۱۸ درگذشت.

## اوایل زندگی و تحصیلات
نانسی هلن مارکوس در نیویورک در ۱۷ مه ۱۹۵۰ متولد شد. والدین او بتی لوی و هارولد تی. مارکوس از نیو راشل، نیویورک، ایالت نیویورک بودند. او در نیو راشل همراه با برادرش تئودور بزرگ شد. در سن ۱۰ سالگی، مارکوس شروع به اجرای نمایش‌های شعبده‌بازی و شکم‌گویی کرد و این هنر را تا بزرگسالی ادامه داد. او از همان دوران کودکی به علم علاقه‌مند شد.
مارکوس در کالج گوچر، که مادرش نیز در آن تحصیل کرده بود، به تحصیلات خود ادامه داد. در سال ۱۹۷۱، او به عنوان عضوی از یک تیم تحقیقاتی از دانشجویان کارشناسی گوچر و دانشگاه تاوسان در مطالعه‌ای با عنوان «تحلیلی بر تخریب دریاچه رولند (مریلند)» مشارکت داشت. این دانشجویان برای انجام این پژوهش، کمک‌هزینه‌ای به مبلغ ۱۳٬۱۴۰ دلار از بنیاد ملی علوم (NSF) دریافت کردند. در سال آخر تحصیلاتش، مارکوس و یکی از همکارانش در ژانویه ۱۹۷۲ تحقیقات میدانی دربارهٔ فیتوپلانکتون را در آزمایشگاه دریایی دانشگاه دوک انجام دادند. مارکوس همچنین در طول دوران کارشناسی خود در ایستگاه بیولوژیکی برمودا تحصیل کرد. او به تشویق پژوهشگرانی که در گوچر ملاقات کرده بود، تصمیم گرفت تحصیلات تکمیلی خود را ادامه دهد. مارکوس در سال ۱۹۷۲ مدرک لیسانس خود را در رشته زیست‌شناسی دریافت کرد.
او تحصیلات تکمیلی خود را در دانشگاه ییل ادامه داد و در سال ۱۹۷۶ مدرک کارشناسی ارشد و دکتری خود را در رشته زیست‌شناسی، با تمرکز بر بوم‌شناسی و زیست‌شناسی تکاملی، دریافت کرد. پایان‌نامه دکتری او با عنوان تنوع ژنوتیپی و فنوتیپی در توتیای دریایی Arbacia Punctulata (Gray) بود. او این پایان‌نامه را به مری ای. کلاتر از NSF تقدیم کرد. استاد راهنمای دکتری او جوزف راموس بود. مارکوس حمایت مالی تحقیقات خود را از طریق کمک‌هزینه‌های مختلفی از Sigma Xi، مؤسسه ملی بهداشت کودکان و توسعه انسانی، و بورسیه‌های دانشگاه ییل دریافت کرد. او به عنوان یک اقیانوس‌شناس برجسته و متخصص در مطالعه پاروپایان شناخته شد.

## حرفه

### آغاز کار در وودز هول
مارکوس بین سال‌های ۱۹۷۶ تا ۱۹۷۸ به عنوان پژوهشگر فوق دکتری در مؤسسه اقیانوس‌شناسی وودز هول کار کرد. تخصص او در زمینهٔ بوم‌شناسی و زیست‌شناسی تکاملی پاروپایان‌ها بود. در سال ۱۹۷۸، مارکوس به عنوان دانشمند همکار در بخش زیست‌شناسی مؤسسه وودز هول استخدام شد. پژوهش‌های او شامل بررسی خواب زمستانی پاروپایان‌ها و کاربرد آن در آبزی‌پروری دریایی بود.
از سال ۱۹۸۹ تا ۲۰۰۱، مارکوس به عنوان مدیر آزمایشگاه دریایی دانشگاه ایالتی فلوریدا (FSU) خدمت کرد. او همچنین هماهنگ‌کننده برنامه ملی Sea Grant در این دانشگاه بود. در سال ۲۰۰۱، مارکوس به عنوان مدیر برنامه زنان در ریاضیات، علوم، و مهندسی دانشگاه منصوب شد.
در تابستان ۲۰۰۱، مارکوس به همراه استادان پاتریشیا یانسی مارتین، جین جی. برایانت، دیان اف. هریسون، گری آر. هیلد، شیلا اورتیز-تیلور، پاملا ال. پرروه و دیوید دبلیو. راسموسن، نظری مشترک دربارهٔ وضعیت زنان در حوزه دانشگاهی منتشر کرد که در آن به سوگیری‌ها و «اشکال نامحسوس و غیرآگاهانه تبعیض» که همچنان پابرجا هستند، پرداخت.
مارکوس در سال ۲۰۰۳ به عنوان رئیس دانشکده اقیانوس‌شناسی منصوب شد. پژوهش‌های بعدی او به بررسی تأثیرات کاهش کم‌اکسیژن (بوم‌شناسی) بر پویایی جمعیت پاروپایان دریایی اختصاص داشت. مارکوس تحقیقات میدانی را در خلیج مکزیک، سواحل کالیفرنیای شمالی، خلیج ناراگانست و خلیج مین انجام داد.
در اواسط دهه ۱۹۷۰، مطالعه موجودات دریایی به دلیل ناتوانی در پرورش و نگهداری گونه‌ها در محیط آزمایشگاهی با محدودیت‌هایی روبرو بود. مارکوس در توسعه یک «سیستم استاندارد و پروتکل مدیریتی برای پرورش لارو ماهی‌های دریایی» مشارکت داشت. او دو گلخانه در دانشگاه ایالتی فلوریدا ساخت، که بعدها به آزمایشگاه‌هایی برای بررسی تعاملات میان گونه‌های آبزی و مطالعه گیاهان دریایی تبدیل شدند. این آزمایشگاه‌ها به او امکان دادند که تحقیقات خود را در زمینه خفتگی دانه توسعه دهد و آن‌ها را به دسته‌های مختلف طبقه‌بندی کند، که به پژوهشگران اجازه می‌داد تولید پایدار را حفظ کنند. او کشف کرد که برخی از تخم‌های خفته در برابر آلودگی مقاوم هستند و می‌توانند به عنوان قطعه تکثیر در توسعه کشت پاروپایان مورد استفاده قرار گیرند.
در سال ۲۰۰۳، مارکوس کنفرانسی را با حمایت اداره ملی اقیانوسی و جوی برای مؤسسه اقیانوسی دانشگاه هاوایی پاسیفیک سازماندهی کرد تا مطالعات آن‌ها را ارائه داده و وضعیت پژوهش در زمینه پرورش پاروپایان و لارو ماهی را ارزیابی کند. نتایج این کنفرانس در کتابی با عنوان Copepods in Aquaculture که مارکوس یکی از ویراستاران آن بود، منتشر شد. این اثر به عنوان یک «کار مرجع اساسی» برای پژوهشگران در زمینه تحلیل رفتار، استفاده، تکثیر، و کاربردهای پاروپایان در مطالعات سایر گونه‌های دریایی شناخته شده است.